# Mario Bolatti
Mario Ariel Bolatti (La Para, 17 febbraio 1985) è un ex calciatore argentino, di ruolo centrocampista.
È soprannominato El Gringo, per via dei suoi capelli biondi.

## Caratteristiche tecniche
Centrocampista centrale dall'imponente fisico, bravo in interdizione e dotato di buona visione di gioco.

## Carriera

### Club
Il giocatore argentino è di origini italiane; la nonna di sua madre era piemontese. Cresciuto calcisticamente nel Belgrano, ha debuttato in prima squadra nel 2003, rimanendovi fino al 2007. Ha segnato una rete in 86 presenze di campionato.
Nell'estate del 2007 viene acquistato dal Porto, con cui disputa 18 partite del campionato portoghese.
Nel 2009 viene ceduto in prestito all'Huracán.
Il 19 gennaio del 2010 viene acquistato dalla Fiorentina che versa nelle casse del Porto circa 3,8 milioni di euro per la compartecipazione, mentre il resto del cartellino del calciatore rimane al procuratore Marcelo Simonian. Il centrocampista firma con la società viola un contratto di 4 anni più un'opzione per il quinto. Esordisce in Serie A il 24 gennaio nella trasferta siciliana persa per 3 a 0 contro il Palermo, entrando all'84' al posto di Riccardo Montolivo.
L'8 febbraio 2011, mentre il calciomercato brasiliano è ancora aperto, viene ceduto a titolo definitivo all'Internacional, che lo preleva con la stessa cifra che la Fiorentina aveva versato un anno prima.
Al suo arrivo nel nuovo club sceglie la maglia numero 24, ma dopo tre partite la cambia prendendo la numero 8.
Il 1º febbraio 2015 torna al Internacional ma dopo pochi giorni rescinde il contratto.
Il 21 agosto 2017, passa dal Belgrano, club nel quale era tornato dopo gli inizi della sua carriera, al Boca Unidos, che parteciperà alla Primera B Nacional nella stagione 2017/2018.
Nell'inverno tra il 2018 e il 2019, appende i scarpini al chiodo. Dando così termine alla sua carriera da calciatore, tra Sud America e Italia, da cui deriva la sua origine.

### Nazionale
Debutta nella Nazionale argentina nel 2007; il 14 ottobre del 2009, alla sua terza presenza, mette a segno la rete che consente alla Selección di Maradona di vincere 1-0 in Uruguay, e di qualificarsi alla fase finale dei Mondiali 2010 in Sudafrica.

## Statistiche

### Presenze e reti nei club
Statistiche aggiornate al 18 dicembre 2016.
| Stagione             | Squadra              | Campionato           | Campionato | Campionato | Coppe nazionali | Coppe nazionali | Coppe nazionali | Coppe continentali | Coppe continentali | Coppe continentali | Altre coppe | Altre coppe | Altre coppe | Totale | Totale |
| Stagione             | Squadra              | Comp                 | Pres       | Reti       | Comp            | Pres            | Reti            | Comp               | Pres               | Reti               | Comp        | Pres        | Reti        | Pres   | Reti   |
| -------------------- | -------------------- | -------------------- | ---------- | ---------- | --------------- | --------------- | --------------- | ------------------ | ------------------ | ------------------ | ----------- | ----------- | ----------- | ------ | ------ |
| 2007-2008            | Porto                | PL                   | 15         | 0          | CP+CdL          | 3+0             | 0               | UCL                | 2                  | 0                  | SP          | 0           | 0           | 20     | 0      |
| 2008-gen. 2009       | Porto                | PL                   | 0          | 0          | CP+CdL          | 0+2             | 0               | UCL                | 0                  | 0                  | SP          | 0           | 0           | 2      | 0      |
| Totale Porto         | Totale Porto         | Totale Porto         | 15         | 0          |                 | 5               | 0               |                    | 2                  | 0                  |             | 0           | 0           | 22     | 0      |
| gen.-giu. 2009       | Huracán              | PD                   | 19         | 5          | -               | -               | -               | -                  | -                  | -                  | -           | -           | -           | 19     | 5      |
| 2009-gen. 2010       | Huracán              | PD                   | 17         | 0          | -               | -               | -               | -                  | -                  | -                  | -           | -           | -           | 17     | 0      |
| Totale Huracán       | Totale Huracán       | Totale Huracán       | 36         | 5          |                 | -               | -               |                    | -                  | -                  |             | -           | -           | 36     | 5      |
| gen.-giu. 2010       | Fiorentina           | A                    | 12         | 0          | CI              | 1               | 0               | UCL                | 1                  | 0                  | -           | -           | -           | 14     | 0      |
| 2010-gen. 2011       | Fiorentina           | A                    | 10         | 0          | CI              | 3               | 0               | -                  | -                  | -                  | -           | -           | -           | 13     | 0      |
| Totale Fiorentina    | Totale Fiorentina    | Totale Fiorentina    | 22         | 0          |                 | 4               | 0               |                    | 1                  | 0                  |             | -           | -           | 27     | 0      |
| 2011                 | Internacional        | PD/RS+A              | 7+21       | 1+1        | -               | -               | -               | CL                 | 7                  | 3                  | RS          | 0           | 0           | 35     | 5      |
| 2012                 | Internacional        | PD/RS+A              | 10+9       | 0          | -               | -               | -               | CL                 | 6                  | 0                  | -           | -           | -           | 25     | 0      |
| gen.-giu. 2013       | Racing Avellaneda    | PD                   | 16         | 0          | CA              | 1               | 0               | -                  | -                  | -                  | -           | -           | -           | 17     | 0      |
| 2013                 | Internacional        | PD/RS+A              | 0          | 0          | CB              | 0               | 0               | -                  | -                  | -                  | -           | -           | -           | 0      | 0      |
| Totale Internacional | Totale Internacional | Totale Internacional | 17+30      | 1+1        |                 | -               | -               |                    | 13                 | 3                  |             | 0           | 0           | 60     | 5      |
| 2014                 | Botafogo             | A/RJ+A               | 10+26      | 2+2        | CB              | 4               | 0               | CL                 | 6                  | 0                  | -           | -           | -           | 46     | 4      |
| 2015                 | Belgrano             | PD                   | 7+2        | 0          | CA              | -               | -               | CS                 | 1                  | 0                  | -           | -           | -           | 10     | 0      |
| 2016                 | Belgrano             | PD                   | 13         | 4          | CA              | 3               | 0               | CS                 | 4                  | 0                  | -           | -           | -           | 20     | 4      |
| 2016-2017            | Belgrano             | PD                   | 11         | 1          | CA              | 0               | 0               | -                  | -                  | -                  | -           | -           | -           | 11     | 1      |
| Totale Belgrano      | Totale Belgrano      | Totale Belgrano      | 31+2       | 5          |                 | 3               | 0               |                    | 5                  | 0                  |             | -           | -           | 41     | 5      |
| Totale carriera      | Totale carriera      | Totale carriera      | 203+2      | 16         |                 | 17              | 0               |                    | 27                 | 3                  |             | 0           | 0           | 249    | 19     |

### Cronologia presenze e reti in nazionale
| Cronologia completa delle presenze e delle reti in nazionale ― Argentina | Cronologia completa delle presenze e delle reti in nazionale ― Argentina | Cronologia completa delle presenze e delle reti in nazionale ― Argentina | Cronologia completa delle presenze e delle reti in nazionale ― Argentina | Cronologia completa delle presenze e delle reti in nazionale ― Argentina | Cronologia completa delle presenze e delle reti in nazionale ― Argentina | Cronologia completa delle presenze e delle reti in nazionale ― Argentina | Cronologia completa delle presenze e delle reti in nazionale ― Argentina |
| Data                                                                     | Città                                                                    | In casa                                                                  | Risultato                                                                | Ospiti                                                                   | Competizione                                                             | Reti                                                                     | Note                                                                     |
| ------------------------------------------------------------------------ | ------------------------------------------------------------------------ | ------------------------------------------------------------------------ | ------------------------------------------------------------------------ | ------------------------------------------------------------------------ | ------------------------------------------------------------------------ | ------------------------------------------------------------------------ | ------------------------------------------------------------------------ |
| 12-8-2009                                                                | Mosca                                                                    | Russia                                                                   | 2 – 3                                                                    | Argentina                                                                | Amichevole                                                               | -                                                                        | 67’                                                                      |
| 30-9-2009                                                                | Córdoba                                                                  | Argentina                                                                | 2 – 0                                                                    | Ghana                                                                    | Amichevole                                                               | -                                                                        | 66’                                                                      |
| 14-10-2009                                                               | Montevideo                                                               | Uruguay                                                                  | 0 – 1                                                                    | Argentina                                                                | Qual. Mondiali 2010                                                      | 1                                                                        | 79’                                                                      |
| 3-3-2010                                                                 | Monaco di Baviera                                                        | Germania                                                                 | 0 – 1                                                                    | Argentina                                                                | Amichevole                                                               | -                                                                        | 90+2’                                                                    |
| 24-5-2010                                                                | Buenos Aires                                                             | Argentina                                                                | 5 – 0                                                                    | Canada                                                                   | Amichevole                                                               | -                                                                        | 59’                                                                      |
| 17-6-2010                                                                | Johannesburg                                                             | Argentina                                                                | 4 – 1                                                                    | Corea del Sud                                                            | Mondiali 2010 - 1º turno                                                 | -                                                                        | 82’                                                                      |
| 22-6-2010                                                                | Polokwane                                                                | Grecia                                                                   | 0 – 2                                                                    | Argentina                                                                | Mondiali 2010 - 1º turno                                                 | -                                                                        | 76’                                                                      |
| 8-10-2010                                                                | Saitama                                                                  | Giappone                                                                 | 1 – 0                                                                    | Argentina                                                                | Amichevole                                                               | -                                                                        | 46’ 84’                                                                  |
| 29-3-2011                                                                | San José                                                                 | Costa Rica                                                               | 0 – 0                                                                    | Argentina                                                                | Amichevole                                                               | -                                                                        | 46’                                                                      |
| 1-6-2011                                                                 | Abuja                                                                    | Nigeria                                                                  | 4 – 1                                                                    | Argentina                                                                | Amichevole                                                               | -                                                                        |                                                                          |
| 5-6-2011                                                                 | Varsavia                                                                 | Polonia                                                                  | 2 – 1                                                                    | Argentina                                                                | Amichevole                                                               | -                                                                        |                                                                          |
| 28-9-2011                                                                | Belém                                                                    | Brasile                                                                  | 2 – 0                                                                    | Argentina                                                                | Superclásico de las Américas                                             | -                                                                        | 60’                                                                      |
| Totale                                                                   |                                                                          | Presenze                                                                 | 12                                                                       |                                                                          | Reti                                                                     | 1                                                                        |                                                                          |

## Palmarès

### Club

#### Competizioni nazionali
Campionato portoghese: 1 
Porto: 2007-2008
Campionato Gaúcho: 2 
Internacional: 2011, 2012